# Caballo miniatura

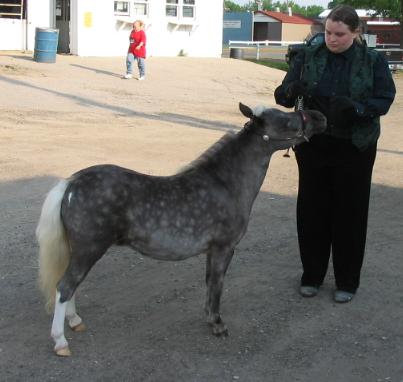

Los caballos miniatura son un tipo de caballos que se encuentran en numerosos países, principalmente en Europa y América. La denominación de «caballo miniatura» viene determinada por la altura del animal que, generalmente, es inferior a un rango de 86-97 cm según el registro de raza. Los caballos miniatura tienen la altura de los ponis más pequeños pero muchos conservan las características morfológicas del caballo y se les considera «caballos» por sus respectivos registros. Tienen pelajes muy variados.
Con frecuencia se considera animales de compañía a los caballos miniatura, pero conservan el comportamiento del caballo, lo que incluye la reacción de lucha o huida. Aunque a veces son entrenados como animales de servicio, necesitan vivir en el exterior. De media viven más que los caballos de altura normal.

## Historia
Estos caballos se desarrollaron en Europa en el siglo XVII y ya en 1765 se les consideraba animales de compañía de la nobleza aunque también trabajaban en minas de carbón. International Museum of the Horse. Acceso el 28 de abril de 2014.</ref>